# 第55屆坎城影展
第55屆坎城影展於2002年5月15日至5月26日在法國坎城舉辦，開幕片為美國導演伍迪·艾倫執導的《好萊塢結局》，閉幕片則為法國導演克勞德·雷路許執導的《紳士與淑女》。
本屆最高榮譽金棕櫚獎頒給波蘭/法國導演羅曼·波蘭斯基執導的《戰地琴人》；另外伍迪·艾倫也獲頒榮譽金棕櫚，以表彰他在電影上的傑出成就。

## 評審團
- 大衛·林區：導演。（評審團主席）
- 莎朗·史東：演員。
- 楊紫瓊：演員。
- 克莉絲汀·哈基：演員。
- 黑吉斯·瓦格涅（法语：Régis Wargnier）：導演。
- 比利·奧古斯特：導演。
- 拉烏·盧伊茲：導演。
- 克勞德·米勒（法语：Claude Miller）：導演。
- 華特·沙勒斯（葡萄牙語：Walter Salles）：導演。

## 官方單元

### 競賽片
| 中文片名                 | 原文片名                    | 導演                | 國家或地區                      |
| ------------------------ | --------------------------- | ------------------- | ------------------------------- |
| 《24小時狂歡派對》       | 24 Hour Party People        | 麥克·溫特波頓       | 英国                            |
| 《心的方向》             | About Schmidt               | 亞歷山大·潘恩       | 美国                            |
| 《折翼天使》             | All or Nothing              | 麥克·李             | 英国                            |
| 《科倫拜校園事件》       | Bowling for Columbine       | 麥可·摩爾           | 美国                            |
| 《醉畫仙》               | 취화선                      | 林權澤              |                                 |
| 《慾色迷宮》             | Demonlover                  | 奧利維耶·阿薩亞斯   | 法國                            |
| 《不可撤销》             | Irréversible                | 加斯帕·諾           | 法國                            |
| 《科德瑪》               | קדמה                        | 阿莫斯·吉泰         | 以色列                          |
| 《被告》                 | L'Adversaire                | 妮可·加西亞         | 法國                            |
| 《信仰時分》             | L'ora di religione          | 馬可·貝羅奇奧       | 義大利                          |
| 《兒子》                 | Le Fils                     | 達頓兄弟            | 比利时、 法國                   |
| 《瑪莉嬌和她的兩個情人》 | Marie-Jo et ses deux amours | 侯貝·葛地基揚       | 法國                            |
| 《沒有過去的男人》       | Mies vailla menneisyyttä    | 阿基·郭利斯馬基     | 芬兰                            |
| 《測不准原理》           | O Princípio da Incerteza    | 馬龍·德奧·利維拉    | 葡萄牙                          |
| 《戀愛雞尾酒》           | Punch-Drunk Love            | 保羅·湯瑪斯·安德森  | 美国                            |
| 《任逍遙》               | 《任逍遙》                  | 賈樟柯              | 中国                            |
| 《創世紀》               | Русский ковчег              | 亞歷山大·蘇古諾夫   | 俄羅斯、 德国、 加拿大、 芬兰   |
| 《童魘》                 | Spider                      | 大衛·柯能堡         | 加拿大、 英国                   |
| 《甜蜜十六歲》           | Sweet Sixteen               | 肯·洛區             | 英国、 德国、 西班牙            |
| 《十段生命的律動》       | ده                          | 阿巴斯·基阿魯斯塔米 | 伊朗                            |
| 《戰地琴人》             | The Pianist                 | 羅曼·波蘭斯基       | 法國、 德国、 波蘭、 英国       |
| 《妙想天開》             | يد إلهية                    | 伊利亞·蘇萊曼       | 法國、 摩洛哥、 德国、 巴勒斯坦 |

## 獎項

### 正式競賽單元
- 金棕櫚獎：《戰地琴人》－ 羅曼·波蘭斯基
- 評審團大獎：《沒有過去的男人》－ 阿基·郭利斯馬基
- 評審團獎：《妙想天開（阿拉伯语：يد إلهية (فيلم)）》－ 伊利亞·蘇萊曼
- 最佳男演員獎：奧利維耶·古賀梅 －《兒子（法语：Le Fils (film, 2002)）》
- 最佳女演員獎： －《沒有過去的男人》
- 最佳導演獎：
  - 林權澤 －《醉畫仙》
  - 保羅·湯瑪斯·安德森 －《戀愛雞尾酒》
- 最佳劇本獎：保羅·拉福帝（英语：Paul Laverty） －《甜蜜的十六歲（英语：Sweet Sixteen (2002 film)）》
- 55週年紀念獎：《科倫拜校園事件》－ 麥可·摩爾

### 一種注目單元
- 最佳影片：《極樂森林》－ 阿比查邦·韋拉斯塔古

### 金攝影機獎
- 金攝影機獎：《海之邊緣（英语：Seaside (film)）》－ 茱莉亞·洛普-庫瓦（英语：Julie Lopes-Curval）
- 特別提及：《生命最後之旅》－ 卡洛斯·雷加达斯

### 獨立單位獎項
- 費比西獎
  - 正式競賽單元：《妙想天開（阿拉伯语：يد إلهية (فيلم)）》 － 伊利亞·蘇萊曼
  - 一種注目單元：《等待幸福（英语：Waiting for Happiness）》 － 阿博德哈蒙·西塞科
  - 導演雙週單元：《黏土鳥》 － 塔尔克·马苏德（英语：Tareque Masud）

## 外部連結
- 第55屆坎城影展 （页面存档备份，存于）
- 第55屆坎城影展 （页面存档备份，存于）在網路電影資料庫上的資料。